# 三辅
三輔是漢代负责治理京畿長安附近地方行政事务三个長官的合称，清代指北京直隶省。故秦內史，乃京兆尹、左馮翊、右扶風，後來三輔一詞便用來指稱長安一帶的地區，例如《三輔黃圖》便是長安地區的地圖。
漢景帝二年（公元前155年）分内史为左、右内史，与主爵中尉（不久改为主爵都尉）共治長安城中，所辖皆京畿之地，故合称“三輔”。漢書记载：“三輔举不如法令者皆上丞相、御史请之。”武帝太初元年（公元前104年）改主爵都尉、左、右内史为京兆尹、左馮翊、右扶風。轄境相当今陕西中部地区。三輔郡皆有都尉，如諸郡。

## 三輔治所
京兆尹，治在長安城南尚冠里。左馮翊，治在長安城內太上皇廟西南。右扶風，治在夕陰街北。京輔都尉治華陰，左輔都尉治高陵，右輔都尉治郿。

### 書籍
- 《三輔黃圖》卷之一，維基文庫

## 另見
- 三吳
- 三河
- 三蜀
- 三魏
- 三巴
- 三晉
- 三秦
- 三湘